# Guisad I
Guisad I – hiszpański duchowny katolicki, biskup Urgell w okresie od 857 roku do 872 roku. Nie są znane dokładne daty jego urodzin, śmierci ani przyjęcia sakry biskupiej. W 860 r. otrzymał ochronę od króla Karola II Łysego i w tym samym roku uczestniczył w synodzie w Thusy. W dokumentach pojawia się również jako sygnatariusz wyroku sądowego w procesie pomiędzy Ispalarico a Leofredo z 17 marca 872 r. Za jego pontyfikatu założono klasztor św. Andrzeja z Eixalada.